# Свечниковский
Свечниковский — упразднённый хутор в Клетском районе Волгоградской области России. Входил в состав Свечниковского сельсовета. Исключен из учётных данных в 2002 году.

## География
Хутор располагался в восточной части Донской гряды, в верховье реки Крепкая, на расстоянии примерно 14 км по прямой северо-восточнее хутора Манойлин.

## История
Постановлением Волгоградской областной думы от 26 декабря 2002 года № 18/599 хутор исключен из учётных данных.

## Население
По данным переписи 2002 года на хуторе отсутствовало постоянное население.